# Amr Ezzat Salama
Amr Ezzat Salama (arabisch عمرو عزت سلامة, DMG ʿAmr ʿIzzat Salāma; * 10. Februar 1951 in Kairo) ist ein ägyptischer Politiker und ehemaliger Minister.

## Leben
Amr Ezzat Salama studierte bis 1973 an der Universität Kairo Hoch- und Tiefbau. Er arbeitete als Forscher am Construction Research Institute bis 1976. Bis 1977 studierte er an der University of Manchester Master of Science und wurde 1979 an der University of Edinburgh zum Doktor der maritimen Bautechnik  promoviert. Ab 1981 forschte und lehrte er an der Helwan-Universität, wo er 2002 Dekan wurde. Amr Ezzat Salama war vom 12. Juli 2004 bis 31. Dezember 2005 im Kabinett Nazif Forschungs- und Hochschulminister. Er ist verheiratet, hat eine Tochter und einen Sohn.